# 656
656(육백오십육)은 655보다 크고 657보다 작은 자연수다.

## 수학
- 합성수로, 그 약수는 총 10개다. (1, 2, 4, 8, 16, 41, 82, 164, 328, 656)
  - 656의 진약수의 합은 646이므로, 656은 부족수다.
- 회문수다.
- {\displaystyle 656=16^{2}+20^{2}}
  - 연속하는 두 개의 {\displaystyle 4n}({\displaystyle n}은 자연수)의 제곱합으로 나타낼 수 있는 수다. 이 성질을 지닌 앞의 수는 400, 다음 수는 976이다.
- {\displaystyle 656=6^{2}+10^{2}+14^{2}+18^{2}}
  - 공차가 4인 네 자연수의 제곱합으로 나타낼 수 있는 수다. 이 성질을 지닌 앞의 수는 564, 다음 수는 756이다.
- {\displaystyle 3^{8}-1}은 656으로 나누어떨어진다.

## 과학·기술
- NGC 656(영어판): 물고기자리 방향에 있는 막대 렌즈형 은하.
- 코스모스 656호(일본어판, 영어판): 소유스 계획에 사용된 소련의 우주선.

## 교통
- 아우토반 656호선(영어판, 독일어판): 독일의 고속도로.
- 현도 제656호선

## 군사
- U-656(영어판, 독일어판): 제2차 세계 대전에 사용된 나치 독일의 군용 잠수함.

## 문화유산
- 대한민국의 보물 제656호: 충주 청룡사지 보각국사탑 앞 사자 석등

## 기타
- 연도: 656년, 기원전 656년